# Абрахам А. Маневич
Абрахам Аншелович Маневич (укр. Абрам Аншелович Маневич; Мстислав, 25. новембар 1881— Бронкс, 30. јун 1942) био је украјинско-амерички експресионистички уметник белоруско-јеврејског порекла.

## Биографија
Студирао је уметност на Кијевској уметничкој школи од 1901. до 1905. и на Академији уметности у Минхену, Немачка. Након путовања и успешног излагања у Италији, Француској, Швајцарској као и Кијеву, живео је у Москви од 1916. до 1917. године.
Био је суоснивач Украјинске академије уметности и предавао је на Украјинској академији лепих уметности. Током 1921, након смрти његовог сина у уништењу кијевског гета кеот погром, емигрирао је у Сједињене Америчке Државе.
Његов даљи уметнички рада уживао је признање критике све до смрти.
Маневичеви радови налазе се у Националном уметничком музеју Украјине  иу великим музејима и приватним колекцијама у Сједињеним Америчким Државама, Канади, Француској, Израелу, Русији и Украјини. Његови радови се чувају у Архиву америчке уметности.

## Галерија
- Брезе (око 1911)